# Gernelle
Pour les articles homonymes, voir Gernelle (homonymie).
Gernelle est une commune française située dans le département des Ardennes, en région Grand Est.

## Géographie

### Localisation
Gernelle fait partie du nord des Ardennes.

### Communes limitrophes
| La Grandville   | La Grandville       | Gespunsart             |
| Saint-Laurent   | Gernelle            | Bosseval-et-Briancourt |
| Ville-sur-Lumes | Issancourt-et-Rumel | Bosseval-et-Briancourt |

### Hydrographie
La commune est dans le bassin versant de la Meuse au sein du bassin Rhin-Meuse. Elle est drainée par le ruisseau la Vrigne et le ruisseau Infernal,.
Le ruisseau la Vrigne, d'une longueur de 17 km, prend sa source dans la commune de Gespunsart et se jette  dans la Meuse à Vrigne-Meuse, après avoir traversé sept communes.

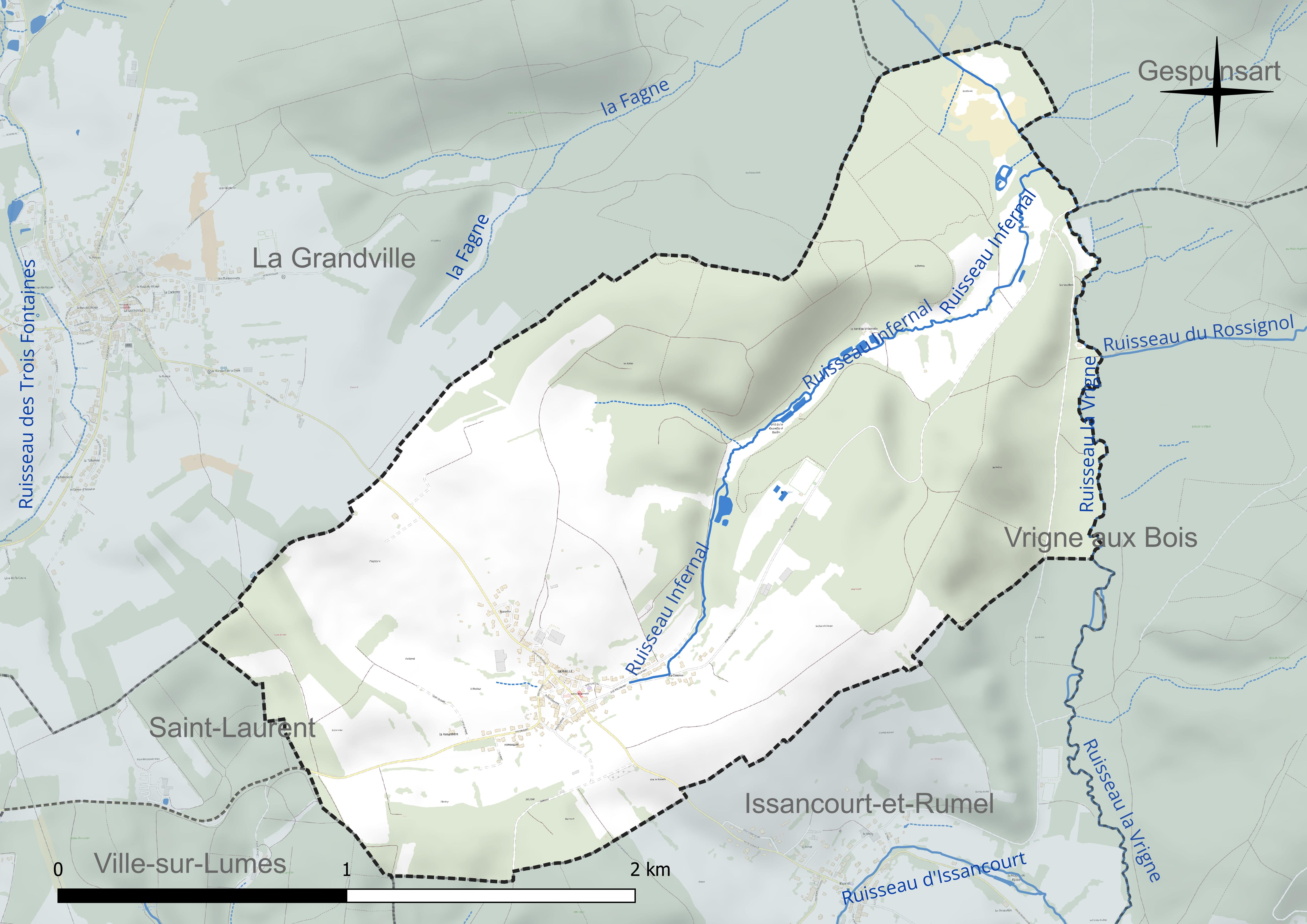
Réseau hydrographique de Gernelle.

### Climat
Pour des articles plus généraux, voir Climat du Grand Est et Climat des Ardennes.
En 2010, le climat de la commune est de type climat de montagne, selon une étude du Centre national de la recherche scientifique s'appuyant sur une série de données couvrant la période 1971-2000. En 2020, Météo-France publie une typologie des climats de la France métropolitaine dans laquelle la commune est exposée à un climat océanique altéré et est dans la région climatique Lorraine, plateau de Langres, Morvan, caractérisée par un hiver rude (1,5 °C), des vents modérés et des brouillards fréquents en automne et hiver.
Pour la période 1971-2000, la température annuelle moyenne est de 9,3 °C, avec une amplitude thermique annuelle de 15,2 °C. Le cumul annuel moyen de précipitations est de 1 024 mm, avec 14,1 jours de précipitations en janvier et 10 jours en juillet. Pour la période 1991-2020, la température moyenne annuelle observée sur la station météorologique de Météo-France la plus proche, « Charleville-Méz. », sur la commune de Charleville-Mézières à 7 km à vol d'oiseau, est de 9,9 °C et le cumul annuel moyen de précipitations est de 928,4 mm. 
La température maximale relevée sur cette station est de 39,2 °C, atteinte le 25 juillet 2019 ; la température minimale est de −17,5 °C, atteinte le 1er janvier 1997,,.
Les paramètres climatiques de la commune ont été estimés pour le milieu du siècle (2041-2070) selon différents scénarios d'émission de gaz à effet de serre à partir des nouvelles projections climatiques de référence DRIAS-2020. Ils sont consultables sur un site dédié publié par Météo-France en novembre 2022.

## Urbanisme

### Typologie
Au 1er janvier 2024, Gernelle est catégorisée commune rurale à habitat dispersé, selon la nouvelle grille communale de densité à 7 niveaux définie par l'Insee en 2022.
Elle est située hors unité urbaine. Par ailleurs la commune fait partie de l'aire d'attraction de Charleville-Mézières, dont elle est une commune de la couronne,. Cette aire, qui regroupe 132 communes, est catégorisée dans les aires de 50 000 à moins de 200 000 habitants,.

### Occupation des sols
L'occupation des sols de la commune, telle qu'elle ressort de la base de données européenne d’occupation biophysique des sols Corine Land Cover (CLC), est marquée par l'importance des forêts et milieux semi-naturels (51,8 % en 2018), une proportion identique à celle de 1990 (51,8 %). La répartition détaillée en 2018 est la suivante : 
forêts (51,8 %), terres arables (19 %), prairies (15,6 %), zones agricoles hétérogènes (13,6 %). L'évolution de l’occupation des sols de la commune et de ses infrastructures peut être observée sur les différentes représentations cartographiques du territoire : la carte de Cassini (XVIIIe siècle), la carte d'état-major (1820-1866) et les cartes ou photos aériennes de l'IGN pour la période actuelle (1950 à aujourd'hui).

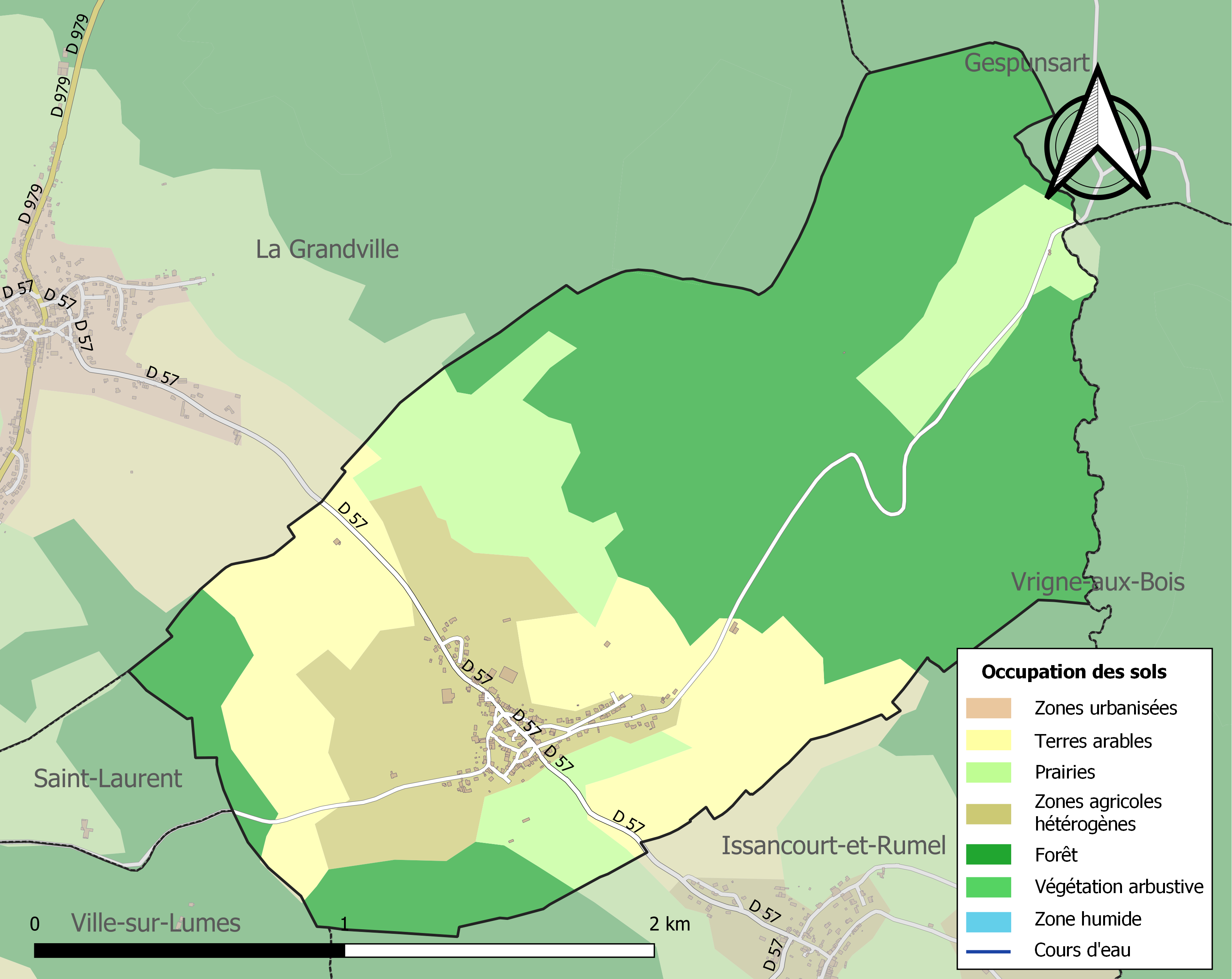
Carte des infrastructures et de l'occupation des sols de la commune en 2018 (CLC).

## Histoire
Gernelle était, sous l'Ancien Régime, une localité (paroisse) relevant du duché de Luxembourg. 
Rattachement de Gernelle et Rumel au royaume de France en novembre 1779

## Politique et administration

### Rattachements administratifs et électoraux
La commune se trouve  dans l'arrondissement de Charleville-Mézières du département des Ardennes. Pour l'élection des députés, elle fait partie depuis 1958 de la première circonscription des Ardennes.
Elle faisait partie depuis 1801 du canton de Mézières. Celui-ci est scindé en 1973 et la commune rattachée au canton de Mézières-Est, jusqu'à la restructuration des cantons de Charleville qui intègre la commune dans le nouveau canton de Villers-Semeuse en 1982. Dans le cadre du redécoupage cantonal de 2014 en France, ce canton, dont la commune est toujours membre, est modifié, passant de huit communes plus une fraction à onze communes.

### Intercommunalité
La commune était membre de la communauté de communes des Balcons de Meuse, créée le 22 décembre 1994.
Celle-ci fusionne avec la :
- Cœur d’Ardenne, la communauté d’agglomération de Charleville-Mézières (10 communes) ;
- la communauté de communes du Pays sedanais, dont le siège était situé à Sedan (23 communes) ;
- la communauté de communes du pays des Sources au Val de Bar, où le chef-lieu était localisé à Élan (16 communes).

pour former, le 1er janvier 2014, la « communauté d’agglomération de Charleville-Mézières-Sedan ». Celle-ci, dont la commune est désormais membre, prend la dénomination  d’« Ardenne Métropole ».

## Démographie
L'évolution du nombre d'habitants est connue à travers les recensements de la population effectués dans la commune depuis 1793. Pour les communes de moins de 10 000 habitants, une enquête de recensement portant sur toute la population est réalisée tous les cinq ans, les populations de référence des années intermédiaires étant quant à elles estimées par interpolation ou extrapolation. Pour la commune, le premier recensement exhaustif entrant dans le cadre du nouveau dispositif a été réalisé en 2008.

En 2022, la commune comptait 315 habitants, en stagnation par rapport à 2016 (Ardennes : −2,97 %, France hors Mayotte : +2,11 %).
| 1793 | 1800 | 1806 | 1821 | 1831 | 1836 | 1841 | 1846 | 1851 |
| ---- | ---- | ---- | ---- | ---- | ---- | ---- | ---- | ---- |
| 281  | 257  | 266  | 318  | 312  | 346  | 384  | 385  | 372  |

| 1866 | 1872 | 1876 | 1881 | 1886 | 1891 | 1896 | 1901 | 1906 |
| ---- | ---- | ---- | ---- | ---- | ---- | ---- | ---- | ---- |
| 378  | 364  | 374  | 367  | 346  | 313  | 317  | 314  | 293  |

| 1911 | 1921 | 1926 | 1931 | 1936 | 1946 | 1954 | 1962 | 1968 |
| ---- | ---- | ---- | ---- | ---- | ---- | ---- | ---- | ---- |
| 271  | 250  | 235  | 251  | 212  | 201  | 216  | 213  | 230  |

| 1975 | 1982 | 1990 | 1999 | 2006 | 2008 | 2013 | 2018 | 2022 |
| ---- | ---- | ---- | ---- | ---- | ---- | ---- | ---- | ---- |
| 257  | 322  | 330  | 335  | 341  | 343  | 324  | 311  | 315  |

## Culture locale et patrimoine

### Lieux et monuments
- Église Notre-Dame de Gernelle.

### Héraldique
| Armes de Gernelle | Les armes de Gernelle se blasonnent ainsi : D’argent à la bande de gueules chargée d’une cotice ondée du champ, côtoyée de deux cotices aussi de gueules, au chef d’azur chargé d’un léopard d’or. La bande de gueules coticée figure dans le blason des Spontin, seigneurs de Gernelle (1360). La cotice ondée figure dans le blason des Vervoz, seigneurs de Gernelle (1545) et symbolise le ruisseau, L'Infernal, qui traverse la commune. Le chef d'azur, chargé d'un léopard d'or, évoque le blason des Daverdisse, seigneurs de Gernelle (1485). |